# Archidiocèse de Grenade
Ne doit pas être confondu avec Diocèse de Granada ou Diocèse de Granada en Colombie.
L’archidiocèse de Grenade est une circonscription ecclésiastique de l’Église catholique en Espagne. De grande ancienneté, il fut érigé au IIIe siècle comme diocèse d'Elvira, supprimé en 1150, et élevé au rang d’archidiocèse métropolitain de Grenade en 1492 par le pape Alexandre VI.

## Histoire
Sur le territoire de l'actuelle archidiocèse se trouvait, dans l'Antiquité, le diocèse d’Elvira (it) (devenu Illiberi en 1969 comme siège titulaire).
À partir de 1437, des nominations d'évêques pour Grenade ont été établies, bien qu'ils résidaient en dehors du siège en raison de la domination musulmane, en tant qu'évêques titulaires. 
Après la conquête de la ville de Grenade par les Rois catholiques le 2 janvier 1492, mettant fin au dernier État musulman de la péninsule Ibérique, et à leur demande, l'archevêque de Tolède, Pedro González de Mendoza, en vertu d'une bulle du pape Innocent VIII, érigea le 21 mai 1492 l'Église métropolitaine de Grenade, dédiée à sainte Marie de l'Incarantion (Santa María de la Encarnación). Quelques mois plus tard, le 10 décembre, par la bulle In eminenti specula, le pape Alexandre VI institua l'Église de Grenade comme métropolitaine, avec les diocèses suffragants d'Almería et de Guadix-Baza, érigés en même temps mais avec des bulles différentes. 
En 1563, le séminaire diocésain a été institué, dédié à Cécile de Grenade (es), premier évêque d'Elvira, en transformant un collège ecclésiastique préexistant.
Aux XVIIIe et XIXe siècles , la vie de l'archidiocèse subit de graves répercussions en raison de la situation politique hostile à l'Église. L'invasion napoléonienne provoqua de graves dommages au patrimoine artistique et aux édifices de culte. La suppression des ordres religieux a conduit à l'abandon des monastères et des couvents. Enfin, les désamortissements minèrent les revenus économiques de l'archidiocèse.
Le 12 janvier 1953, il céda 18 paroisses au diocèse d'Almería.
Le 10 juillet 1957, en vertu du décret Initis inter de la Congrégation des affaires ecclésiastiques, qui faisait suite au concordat entre l'Espagne et le Saint-Siège de 1953, il a cédé les archiprêtrés de Berja et de Laujar de Andarax au diocèse d'Almería et, en même temps, a étendu sa juridiction aux paroisses de Zafarraya et d'El Almendral dans la commune de Zafarraya et de Ventas de Zafarraya dans la commune d'Alhama de Granada, qui appartenaient au diocèse de Malaga.

## Description

L'archidiocèse en rouge, les diocèses suffragants en roses.

La province ecclésiastique de Grenade couvre d’une manière générale la région d’Andalousie en Espagne méridionale. Les diocèses suffragants sont Almería, Carthagène, Guadix, Jaén et Malaga.
Les 269 paroisses de l'archidiocèse de Grenade sont organisées en 19 archidiaconés dépendant de trois vicariats territoriaux (2024). 
Depuis le 1er février 2023, José María Gil Tamayo est l’archevêque de Grenade.

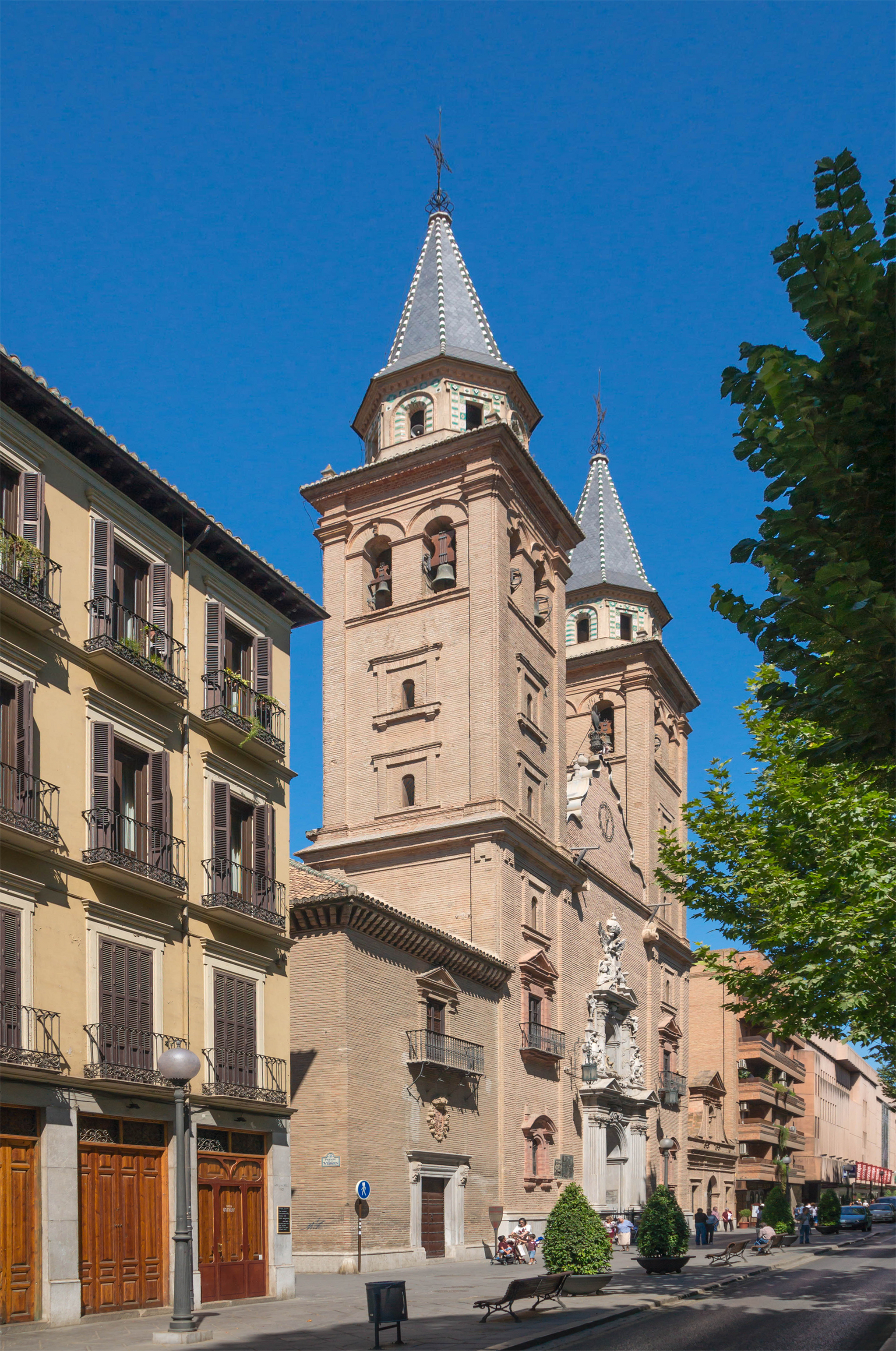
La basilique Notre-Dame-des-Angustias.

## Les églises
L’église principale de l’archidiocèse est sa cathédrale de l’Incarnation. D’autres monuments religieux importants se trouvent également à Grenade, telles les basiliques Saint-Jean-de-Dieu et Notre-Dame-des-Angustias (es).